# Орден Національного визволення
Орден Національного визволення (сербохорв. Орден народног ослобођења / Orden narodnog oslobođenja, мак. Орден на народното ослободување, словен. Red ljudske osvoboditve) — нагорода Соціалістичної Федеративної Республіки Югославії, п'ята за важливістю.

## Опис
Орден заснований Верховним командувачем НВАЮ Йосипом Брозом Тіто 15 августа 1943 Указом «Про нагороди у Народно-визвольній армії Югославії». Орденом Національного визволення нагороджували цивільних осіб за особливі заслуги в організації Народно-визвольного руху і створенні й розвитку СФРЮ. Розробкою зовнішнього вигляду ордена займався Антун Августинчич.
Як і перші екземпляри нагород СФРЮ, екземпляр Ордена Національного визволення розроблявся спочатку в СРСР, а потім на загребському заводі ИКОМ («Индустрија и ковница обојених метала»). Носився на лівій стороні грудей, на одяг прикріплювався з допомогою гвинта з гайкою, хоча сам не мав стрічки (перший російський екземпляр був зі стрічкою).
Орденом було нагороджено 262 особи з 1945 по 1947 роки, серед них 21 іноземний громадянин. Єдиний, кого нагородили цим орденом двічі — Никола Грулович.